# Frame grabber
Frame grabber – urządzenie, w jakie może zostać wyposażony system komputerowy, pozwalające na zamianę obrazu pochodzącego z analogowego źródła na postać cyfrową. Dopiero tak przetworzony obraz jest „zrozumiały” dla komputera i może podlegać dalszej cyfrowej obróbce.
Zwykle frame grabber jest urządzeniem w formie karty instalowanej w złączu rozszerzenia w komputerze, niekiedy jednak stanowi element większego lub wyspecjalizowanego systemu elektronicznego do obróbki sygnału wideo. Urządzenie posiada co najmniej jedno analogowe wejście takiego sygnału. Z wejścia tego sygnał trafia do układu elektronicznego dokonującego wyodrębniania przebiegu odchylania poziomego i pionowego, co jest niezbędne dla właściwego odtworzenia wysokości i szerokości obrazu. Następnie Przetwornik analogowo-cyfrowy (A/C) zamienia sygnał analogowy na strumień danych skwantyzowanych (cyfrowych), gromadzonych następnie w pamięci (buforze ramki) urządzenia, gdzie przybiera rozmiar pojedynczej ramki obrazu. Interfejs komunikacyjny natomiast umożliwia głównemu procesorowi zarządzanie procesem pobierania obrazu źródłowego oraz dostęp do już przetworzonych danych znajdujących się w buforze.
Od jakości przetwornika A/C zależy wierność przetworzenia obrazu na postać cyfrową. Ze względu na małą wydajność przetwornika pierwsze frame grabbery pozwalały jedynie na pobranie pojedynczej klatki filmu. Jednak już od dawna urządzenia te pozwalają na przetwarzanie sekwencji wideo o długości ograniczonej jedynie ilością pamięci dostępnej w komputerze, a współczesne modele oferują m.in. obraz cyfrowy o 24- i 32-bitowej głębi koloru oraz udostępniają sprzętową kompresję ruchomych obrazów algorytmami MPEG. W zastosowaniach amatorskich natomiast zadanie frame grabbera mogą z powodzeniem spełniać karty telewizyjne.